# Chicago 17
Chicago 17 è il quattordicesimo album in studio del gruppo musicale statunitense Chicago, pubblicato nel 1984.

## Tracce
Side 1
1. Stay the Night – 3:50
2. We Can Stop the Hurtin' – 4:11
3. Hard Habit to Break – 4:44
4. Only You – 3:53
5. Remember the Feeling – 4:28

Side 2
1. Along Comes a Woman – 4:13
2. You're the Inspiration – 3:50
3. Please Hold On – 3:41
4. Prima Donna – 4:13
5. Once in a Lifetime – 4:11

## Formazione
- Peter Cetera – basso, voce, cori
- Bill Champlin – chitarra, tastiera, voce, cori
- Robert Lamm – tastiera, voce, cori
- Lee Loughnane – tromba
- James Pankow – trombone
- Walter Parazaider – legni
- Chris Pinnick – chitarra
- Danny Seraphine – batteria